# Tribunal maritime spécial (France)
Ne doit pas être confondu avec Tribunal maritime (France) ou Tribunal maritime commercial (France).
Le Tribunal maritime spécial est une juridiction d'exception chargée de juger en France, puis dans les colonies pénitentiaires, les infractions commises au bagne.

## Historique
Succédant aux cours martiales maritimes, le tribunal maritime spécial est instauré par le décret du 12 novembre 1806.
Les bagnes portuaires disparaissant progressivement au profit des bagnes coloniaux, des conseils de guerre sont chargés par la loi du 30 mai 1854 de juger les crimes et les délits commis par les forçats détenus désormais outre-mer.
Un décret du 4 octobre 1889 rétablit un tribunal maritime spécial dans les colonies pénitentiaires.

## Compétence
Le tribunal maritime spécial juge les crimes et délits commis par des transportés à compter de leur embarquement pour le bagne, les délits et crimes commis par les condamnés pendant l'exécution de leur peine, les libérés coupables d'évasion ou de tentatives d'évasion ainsi que leurs complices. Jusqu'en 1817, il est également compétent contre tous ceux qui se rendent coupables de délits contre la police des chiourmes et des bagnes et d'infractions aux ordonnances et règlements qui la régissent.

## Composition

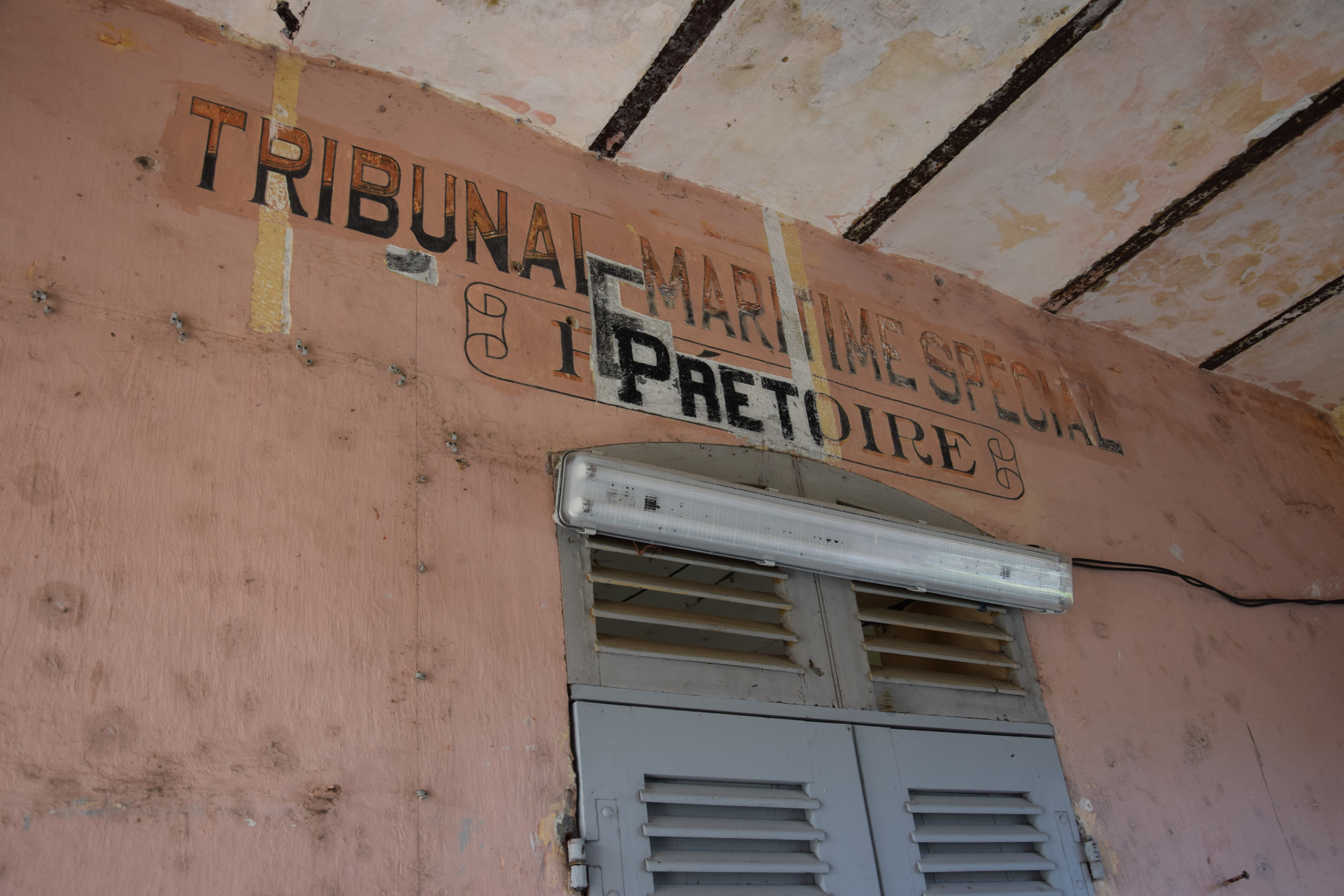
Bagne de Saint-Laurent-du-Maroni: prétoire

Un tribunal maritime spécial est établi dans chaque bagne portuaire. Le gouverneur de la colonie décide de son siège et de son ressort dans les bagnes coloniaux.
De sa création en 1806 jusqu'en 1889, le tribunal maritime spécial est composé de cinq juges : le commissaire général ou principal de la marine, qui le préside, et quatre officiers désignés par l'intendant de marine, capitaines de vaisseau, commissaire ou sous-commissaire, ingénieur ou sous-ingénieur de la marine, assistés d'un commissaire-rapporteur et d'un greffier.
À partir de 1889, le tribunal est réduit à quatre juges dont un magistrat. Ils sont nommés par le gouverneur de la colonie : le président est un officier supérieur du corps de la marine, assisté d'un officier du grade de capitaine ou de lieutenant, d'un sous-officier et d'un magistrat du tribunal de première instance. Le ministère public est représenté par un membre de l'administration pénitentiaire ayant au moins le rang de sous-chef de bureau, nommé commissaire-rapporteur ; un commis ou un surveillant militaire fait office de greffier.
Un décret de 1896 permet néanmoins à des officiers appartenant à l'armée de terre et à des fonctionnaires de l'administration coloniale de siéger dans ce tribunal.
À partir de 1889, les sessions sont semestrielles ; elles deviennent trimestrielles en 1929.

## Procédure
L'audience est publique, la défense de l'accusé assurée par un membre de l'administration pénitentiaire et la délibération est à huis clos.
Jusqu'en 1889, aucun recours n'est possible contre un jugement du tribunal maritime spécial. À partir de cette date, un recours peut être porté devant le conseil maritime de révision permanent dans le ressort duquel se trouve la colonie. Le pourvoi en cassation est prévu seulement « dans l'intérêt de la loi », c'est-à-dire à la seule initiative du ministère public.

## Sanctions
Les peines prononcées peuvent être la réclusion cellulaire, les travaux forcés et la peine de mort pour les crimes de sang.

## Suppression
Le tribunal maritime spécial disparaît en 1946, après la fermeture officielle du bagne en 1938.

## Littérature et cinéma
- Albert Londres, Au bagne, Albin Michel, 1932, p. 197-208 : Au tribunal maritime sur Wikisource
- Henri Charrière, dit « Papillon », évadé du bagne, est repris en 1935 et comparait devant le tribunal maritime spécial qui le condamne pour évasion à deux ans d’emprisonnement[7] dans les cellules de la réclusion de l’île Saint-Joseph.
- Seznec est jugé par le tribunal maritime spécial en 1932 pour le vol de la paye de deux surveillants de l'Ile de Diable dont il est accusé à tort. La perquisition de sa cellule met à jour ses préparatifs bien réels pour son évasion. Mais il est relaxé de ces deux incriminations[8].

### Textes
- Décret du 12 novembre 1806 instaurant le Tribunal maritime spécial
- Ordonnance royale du 2 janvier 1817 réduisant la compétence du tribunal maritime spécial aux seuls détenus
- Loi du 30 mai 1854 sur l’exécution de la peine des travaux forcés établissant que les infractions et tous crimes ou délits commis par les condamnés seront jugés par un tribunal maritime spécial établi dans la colonie (Journal officiel de la République française, 20 août 1944, page 269)[9] ;
- Décret du 29 août 1855 réglementant le régime pénal et disciplinaire des individus subissant la transportation dans les colonies outre-mer et les soumettant aux décisions des conseils de guerre[10] ;
- Décret du 21 juin 1858 plaçant sous le ressort des conseils de guerre les transportés de toutes catégories aux colonies et étendant aux forçats des colonies pénitentiaires les dispositions pénales du Code de justice maritime
- Décret du 4 octobre 1889 constituant les tribunaux maritimes spéciaux dans les colonies affectées à la transportation des individus condamnés aux travaux forcés
- Décret du 5 octobre 1889 déterminant les pénalités applicables aux condamnés aux travaux forcés
- Décret du 24 avril 1896 modifiant la composition du tribunal maritime spécial
- Décret du 16 décembre 1916 réduisant le nombre de juges du tribunal maritime spécial à trois jusqu'à la fin des hostilités
- Décret du 12 avril 1921 fixant  à trois juges la composition du tribunal maritime spécial
- Arrêté du 17 janvier 1930 rendant exécutoire dans les colonies le décret du 12 avril 1921
- Loi no 46-910 du 4 mai 1946 abrogeant l'article 10 de la loi du 30 mai 1854[11]

### Ouvrages et articles
- Marion F. Godfroy, Des conseils de guerre au Tribunal maritime spécial, vie de relation dans une colonie pénitentiaire 1854-1914, (sous la direction de Jean Paul Brunet, directeur du département d’histoire de l’École normale supérieure), 2000.

- J.-M. Le Graverend, Traité de la procédure criminelle devant les tribunaux militaires et maritimes de toute espèce, ou Manuel général des conseils de guerre permanens et spéciaux 1808, Garnery, 1808 (lire en ligne)
- Laurent Basille Hautefeuille, Législation criminelle maritime, ou traité sur les lois pénales et d'instruction criminelle et sur l'organisation des divers tribunaux de la marine militaire, Paris, Ladrange, 1839 (lire en ligne), p. 296 et suiv
- « France. Tribunal maritime spécial (commune, département) - Référentiel pour l'administration locale », sur aaf.ica-atom.org (consulté le 19 juin 2018) : document utilisé comme source pour la rédaction de cet article.
- Eric De Mari, Le tribunal maritime spécial de Cayenne, in Le juge et l'Outre-mer, Centre d'Histoire judiciaire, 2010 (lire en ligne), p. 311-343
- Bibliographie relative à cette juridiction sur le site Criminocorpus[12]
- Sur les peines prononcées par le tribunal, voir par exemple celles d'Albert Cierge pour ses évasions successives in Jean-Lucien Sanchez, « Les évasions de relégués au bagne de Guyane (XIXe – XXe siècle) », Criminocorpus. Revue d'Histoire de la justice, des crimes et des peines,‎ 13 novembre 2014, p. 21 et suiv. (ISSN 2108-6907, lire en ligne, consulté le 24 juin 2018)